# Geraldo Gurgel de Mesquita

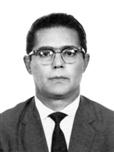
Geraldo Gurgel de Mesquita, 1967

Geraldo Gurgel de Mesquita (* 7. Januar 1919 in Feijó; † 11. September 2009 in Brasília) war ein brasilianischer Politiker.

## Leben
Geraldo Gurgel de Mesquita war als Buchhalter und Journalist tätig. Später wechselte er in den Regierungsdienst des Territoriums Acre und war erst Direktor der Abteilung für Presse- und Rundfunk sowie Abteilung für Bildung und Kultur, ehe  er Sekretär, Abteilung für Geographie und Statistik war. Zuletzt fungierte er als Generalsekretär der Regierung des Territoriums Acre. 1958 wurde er Bürgermeister (Prefeito) von Rio Branco und bekleidete dieses Amt bis 1959. 1963 wurde er Mitglied der Abgeordnetenkammer (Câmara dos Deputados) und gehörte dieser nach seiner Wiederwahl 1967 als Vertreter des nunmehrigen Bundesstaates Acre bis 1971 an. Während seiner Parlamentszugehörigkeit war er Mitglied der Ausschüsse für den öffentlichen Dienst, für auswärtige Angelegenheiten, für Finanzen sowie für Verfassung und Justiz. 1971 wurde er als Vertreter des Bundesstaates Acre Mitglied des Bundessenats (Senado Federal) und gehörte diesem bis 1975 an.
Am 15. März 1975 löste Mesquita Francisco Wanderley Dantas als Gouverneur von Acre ab und bekleidete dieses Amt bis zum 15. März 1979, woraufhin Joaquim Falcão Macedo seine Nachfolge antrat. Anschließend bekleidete er zwischen 1979 und 1982 das Amt als Finanzdirektor der Banco da Amazônia S.A. (BASA).
Er ist Vater des Politikers Geraldo Mesquita Júnior.